# Biserica Domnița Bălașa
Biserica Domnița Bălașa din București a fost construită în anii 1881 - 1885, în stil neoromantic și neobizantin după planurile de arhitectură întocmite de Carol Benesch împreună cu Alexandru Hristea Orăscu și Hartman și avizate de André Lecomte du Noüy. Are un plan în formă de cruce, la care se adaugă absida poligonală a altarului. Biserica este declarată monument istoric și este înscrisă în Lista monumentelor istorice din București, sector 5 cu cod LMI B-II-m-A-19682, sub denumirea de Biserica „Înălțarea Domnului” - Domnița Bălașa.

## Istoric

Naosul și catapeteasma

Monumentul funerar al Zoiței Doamna (Zoe Brâncoveanu, 1800-1892, soția domnitorului Gheorghe Bibescu), operă a sculptorului francez Jules Roulleau

Numele bisericii provine de la prima biserică ridicată pe acest loc, în anii 1743-1744, ctitorită fiind de Domnița Bălașa și de soțul ei, marele ban Manolache Rangabe, zis Lambrino. Această primă biserică fost demolată în 1871. Pe locul altarului, în 1883 s-a pus o piatră comemorativă.
În 1750, Domnița Bălașa a înălțat alături de prima ctitorie, pe locul bisericii actuale, o a doua biserică, cu hramul Înălțarea Domnului, lângă care a înființat o școală și un azil de bătrâni. Clădirea bisericii, șubrezită de cutermurul 1838, a fost demolată.
Între 1838-1842, pe același loc, s-a construit o a treia biserică cu același hram. Ctitor a fost Safta Brâncoveanu, fiica lui Teodor Balș și a Profirei Rosetti, văduva marelui ban Grigore Brâncoveanu, fondatoarea Spitalului Brâncovenesc. Deoarece terenul pe care a fost clădită era expus inundațiilor Dâmboviței, această biserică s-a degradat repede, astfel că, după numai 40 de ani, a trebuit sa fie demolată în 1881. S-a păstrat doar pisania acestui lăcaș, prinsă în zisul actualei biserici.
Biserica existentă în prezent a fost zidită în perioada 1881-1885, în timpul domniei Regelui Carol I al României și a Reginei Elisabeta fiind a patra pe aceste locuri. Efor a fost Mitropolitul Calinic Miclescu, epitropi fiind N. Bibescu și T. Văcărescu.
În cartea sa Bucureștii de altădată, Constantin Bacalbașa a descris pe scurt ceremonia ce desfășurată marți 14/28 iunie 1881, zi aleasă pentru punerea pietrei fundamentale a bisericii Domnița Bălașa, ce începea a fi reconstruită pentru a patra oară, dobândind înfățișarea sub care o cunoaștem azi:
Această biserică a fost clădită întâia oară în anul 1744 de către domnița Bălașa, fiica prințului Constantin Basarab Brâncoveanu, reclădită în 1831 de către banul Grigore Basarab Brâncoveanu, din nou reclădită în 1838 de băneasa Safta Grigore Basarab Brâncoveanu. După ce serviciul divin a fost oficiat de mitropolitul primat, s-a procedat la semnarea actului comemorativ al clădirii. Acest act a fost închis într-un tub de sticlă, unde au fost introduse și câte o piesă nouă din toate monedele românești de metal ale epocii, de la piese de un ban la până la cea de aur, de 20 de lei. Tubul a fost învelit în câte o foaie a tuturor ziarelor ce apăreau atunci în București și a fost introdus în alt tub, de metal. Regele, regina, mitropolitul primat și doamnele de onoare au primit câte un șorț de satin alb, cu ciucuri de aur. Apoi regele, cu sculele de argint ce i s-au dat, a pus întâia cărămidă pe piatra fundamentală sub care a fost închis tubul, a doua cărămidă a pus-o regina, a treia, mitropolitul și așa mai departe. Arhitectul a fost Carol Benesch asistat de Alexandru Orăscu și Dobre Nicolau.

„Întristarea“ - Monumentul funerar al domniței Bălașa din Biserica Domnița Bălașa (1884)

Monumentul domniței Bălașa

În interiorul bisericii se află, în două nișe laterale, mormintele Domniței Bălașa (1693-1752), a șasea fiică a domnitorului Constantin Brâncoveanu și al Domniței Zoe Brâncoveanu (1800-1892), soția domnitorului Gheorghe Bibescu. Monumentul funerar al Domniței Bălașa ("Întristarea"), este opera sculptorului Ion Georgescu, iar monumentul Domniței Zoe Brâncoveanu, de pe partea opusă, este opera sculptorului francez Jules Roulleau. 
Cu ocazia Sărbătorilor Pascale din anul 2000, la slujba din noaptea dintre 29 și 30 aprilie au participat fostul suveran Mihai  al României și soția sa, principesa Ana de Burbon Parma, cât și fostul premier Victor Ciorbea și academicianul Constantin Bălăceanu-Stolnici.
În perioada 2018-2022, biserica a fost renovată printr-un amplu proiect finanțat din fonduri europene. Astfel, fundația și zidăria au fost consolidate, iar acoperișul și șarpanta au fost restaurate în forma lor originală. La interior au fost restaurate arhitectura și pictura, sculpturile și vitraliile, precum și decorațiunile în stuc, care au fost revopsite în culorile originale (din 1885).

## Mormântul Domniței Bălașa
În interiorul bisericii, între pronaos și naos, pe partea dreaptă se găsește mormântul domniței Bălașa. Prin 1884 sculptorul Ion Georgescu i-a făcut monumentul funerar, din marmură albă. Pe un postament decorat cu rozete și colonete, este montat un mic sarcofag, la rândul lui atent uvrajat, cu șiruri de denticuli, blazoane, flori de crin și lauri, deasupra căruia un înger stă de pază. Așezată pe prima treaptă a soclului, abandonată meditației, o femeie întruchipează durerea. Veșmântul amplu, capul lăsat pe palma stângă, profilul nobil, cu părul strâns în coc, cununa de lauri din mâna ei dreaptă, executate cu mult realism, au, dincolo de aparența familiară și de mesajul ușor de descifrat, tensiunea unei trăiri ce pare că nu se va irosi și nu se va banaliza niciodată.
Monumentul funerar al Domniței Bălașa este înscris în Lista monumentelor istorice din București, sector 5 cu cod LMI B-IV-m-B-20115.

## Monumentul Domniței Bălașa
Pentru mai multe detalii, vedeți Monumentul Domniței Bălașa.
În parcul Bisericii se află monumentul Domniței Bălașa, una dintre cele mai reușite lucrări ale sculptorului Karl Storck. Pe soclul statuii sunt înscrise numele moșiilor care au constituit zestrea acordată bisericii.